# 肖尼鎮區 (密蘇里州貝茨縣)
肖尼鎮區（英語：Shawnee Township）是位於美國密蘇里州貝茨縣的一個行政鎮區。

## 地方資料
肖尼鎮區的面積為92.76平方千米，當中陸地面積為92.61平方千米，而水域面積為0.15平方千米。根據2020年美國人口普查的數據，當地共有人口437人，而人口密度為每平方千米4.71人。